# 東海大学付属静岡翔洋小学校
東海大学付属静岡翔洋小学校（とうかいだいがくふぞくしょうようしょうがっこう、英称：Tokai University Elementary School）は、静岡県静岡市清水区折戸にある私立小学校である。4台のスクールバスを使い通学をサポートしている。

## 沿革
- 1966年12月 - 新校舎の建設開始。
- 1967年 4月 - 東海大学付属小学校として開校、第1回入学式を開催。
- 1967年 9月 - 1号館落成。
- 1971年 4月 - 2号館落成。
- 1976年 3月 - 体育館落成。
- 1986年11月 - 創立20周年オレンジホール落成。
- 2009年11月 - 小学校と幼稚園の清水キャンパスへの新築・移転計画を発表。
- 2012年 4月 - 静岡市清水区三保2068から現在地へ新築移転。
- 2016年 4月 - 東海大学付属静岡翔洋小学校へ改称。

## 交通アクセス
- JR清水駅から、「しずてつジャストライン」三保山の手線『東海大学三保水族館』行き、『三保車庫前』行き、または『折戸車庫』行きバスに乗車。（約20分程度）バス停「東海大学・海技短大前」下車。